# Championnat de Serbie féminin de basket-ball
Le Championnat de Serbie de basket-ball féminin est une compétition de basket-ball féminin en Serbie .

## Principe
ŽKK Radivoj Korać remporte le titre national 2014 par trois victoires à une en finale face à l'Étoile rouge de Belgrade, aprèsa voir déjà remporté la Coupe de Serbie et la Ligue adriatique.

## Palmarès
- 2007 : Hemofarm Vršac
- 2008 : Hemofarm Vršac
- 2009 : Hemofarm Vršac
- 2010 : Partizan Belgrade
- 2011 : Partizan Belgrade
- 2012 : Partizan Belgrade
- 2013 : Partizan Belgrade
- 2014 : Radivoj Korać
- 2015 : Radivoj Korać
- 2016 : Radivoj Korać
- 2017 : Étoile rouge de Belgrade
- 2018 : Étoile rouge de Belgrade
- 2019 : Étoile rouge de Belgrade

## Bilan par club
| Club                     | Titres | Ville    | Année                  |
| ------------------------ | ------ | -------- | ---------------------- |
| Partizan Belgrade        | 4      | Belgrade | 2010, 2011, 2012, 2013 |
| Radivoj Korać            | 3      | Belgrade | 2014, 2015, 2016       |
| KK Vršac                 | 3      | Vršac    | 2007, 2008, 2009       |
| Étoile rouge de Belgrade | 3      | Belgrade | 2017, 2018, 2019       |